# Shuanglong (köping i Kina, Henan)
Shuanglong (kinesiska: 双龙, 双龙镇) är en köping i Kina. Den ligger i provinsen Henan, i den centrala delen av landet, omkring 240 kilometer sydväst om provinshuvudstaden Zhengzhou. Antalet invånare är 19 343. Befolkningen består av 9 017 kvinnor och 10 326 män. Barn under 15 år utgör 23,0 %, vuxna 15-64 år 66 %, och äldre över 65 år 9,0 %.
Genomsnittlig årsnederbörd är 916 millimeter. Den regnigaste månaden är augusti, med i genomsnitt 158 mm nederbörd, och den torraste är januari, med 5 mm nederbörd.